# Miguel Oliveira

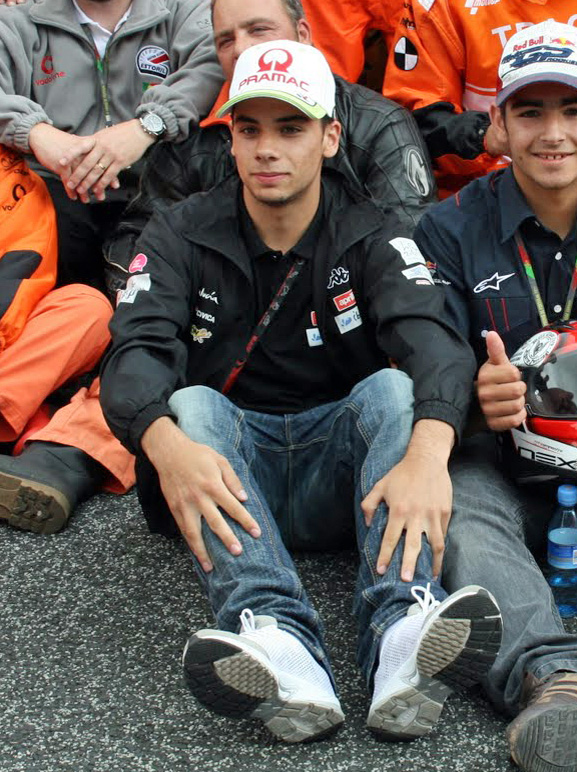
Miguel Oliveira 2011.

Miguel Oliveira, född 4 januari 1995 i Pragal, är en portugisisk roadracingförare som sedan 2011 tävlar i världsmästerskapen i Grand Prix Roadracing. Från 2019 i högsta klassen MotoGP. Hans bästa resultat är andraplatsen Roadracing-VM 2015 i Moto3-klassen och andraplatsen Roadracing-VM 2018 i Moto2-klassen.

## Tävlingskarriär
Oliveira gjorde VM-debut i 125GP säsongen 2011 och kör från 2012 i Moto3-klassen. När Oliveira tog pole position för TT Assen 2013 var det första gången en portugis tog pole i Grand Prix Roadracing samt första gången i Moto3 för en motorcykel av märket Mahindra. Oliveira tog Mahindras första pallplats i Moto3 med tredjeplatsen i Malaysias Grand Prix 13 oktober 2013. Han blev sexa i VM. Oliveira fortsatte hos Mahindras fabriksstall säsongen 2014 och blev tiondeplacerad i VM. Till 2015 fick Oliveira kontrakt med KTM:s fabriksstall Red Bull KTM Ajo. Han tog sin första Grand Prix-seger i Italiens Grand Prix på Mugellobanan 31 maj 2015. Oliveira blev därmed den förste portugis som segrat i någon klass i Grand Prix Roadracing sedan VM-starten 1949. Under andra halvan av säsongen var Oliveira den klart bäste föraren och tog in på Danny Kents 110 poäng stora ledning. Till slut blev Oliveira tvåa i VM endast sex poäng efter Kent. Oliveira vann 6 av 18 Grand Prix 2015.
Till 2016 gick Oliveira upp i Moto2-klassen där han var stallkamrat med Danny Kent i Leopard Racing som använder Kalex-motorcyklar. Roadracing-VM 2017 gick han till Red Bull KTM Ajo och deras satsning på ett KTM-chassi i Moto2-klassen. Han var konkurrenskraftig på den nya motorcykeln och tog KTM:s och sin första seger i Moto2 i Australiens Grand Prix. Han vann också säsongens två sista Grand Prix och kom på tredje plats i VM. Oliveira fortsatte hos KTM Ajo säsongen 2018 och blev tvåa i VM efter Pecco Bagnaia. Oliveira vann tre Grand Prix 2018.
Till  säsongen 2019 gick Oliveira upp i MotoGP-klassen där han kör för KTM Tech 3 Racing. Han missade de tre sista racen på grund av skada och kom på 17:e plats i VM. Oliveira fortsatte hos Tech 3 Roadracing-VM 2020. Han tog sin, stallets och Portugals första Grand Prix-seger i stora klassen den 23 augusti 2020 genom att vinna Steiermarks Grand prix på Red Bull Ring. Det var också KTM:s andra GP-seger.

### VM-säsonger
| Säsong | Klass  | VM- plac. | Poäng | 1/2/3- plac. | Starter | Motorcykel  | Team                   | Startnr |
| ------ | ------ | --------- | ----- | ------------ | ------- | ----------- | ---------------------- | ------- |
| 2011   | 125GP  | 14        | 44    | - / - / -    | 11      | Aprilia     | Andalucia Banca Civica | 44      |
| 2012   | Moto3  | 8         | 114   | - / 1 / 1    | 17      | Suter Honda | Estrella Galicia 0,0   | 44      |
| 2013   | Moto3  | 6         | 150   | - / - / 1    | 17      | Mahindra    | Mahindra Racing        | 44      |
| 2014   | Moto3  | 10        | 110   | - / - / 1    | 17      | Mahindra    | Mahindra Racing        | 44      |
| 2015   | Moto3  | 2         | 254   | 6 / 3 / -    | 18      | KTM         | Red Bull KTM Ajo       | 44      |
| 2016   | Moto2  | 21        | 36    | - / - / -    | 14      | Kalex       | Leopard Racing         | 44      |
| 2017   | Moto2  | 3         | 241   | 3 / 2 / 4    | 18      | KTM         | Red Bull KTM Ajo       | 44      |
| 2018   | Moto2  | 2         | 297   | 3 / 5 / 4    | 18      | KTM         | Red Bull KTM Ajo       | 44      |
| 2019   | MotoGP | 17        | 33    | - / - / -    | 18      | KTM         | KTM Tech 3 Racing      | 88      |
| 2020   | MotoGP |           |       |              |         | KTM         | KTM Tech 3 Racing      | 88      |

## Framskjutna placeringar
Uppdaterad till 2021-06-12.
| Nr | Grand Prix | År   |
| -- | ---------- | ---- |
| 1  | Steiermark | 2020 |
| 2  | Portugal   | 2020 |
| 3  | Katalonien | 2021 |

| Nr | Grand Prix | År   |
| -- | ---------- | ---- |
| 1  | Italien    | 2021 |

| Nr | Grand Prix | År   |
| -- | ---------- | ---- |
| 1  | Australien | 2017 |
| 2  | Malaysia   | 2017 |
| 3  | Valencia   | 2017 |
| 4  | Italien    | 2018 |
| 5  | Tjeckien   | 2018 |
| 6  | Valencia   | 2018 |

| Nr | Grand Prix | År   |
| -- | ---------- | ---- |
| 1  | Argentina  | 2017 |
| 2  | Tyskland   | 2017 |
| 3  | Spanien    | 2018 |
| 4  | Katalonien | 2018 |
| 5  | Österrike  | 2018 |
| 6  | San Marino | 2018 |
| 7  | Malaysia   | 2018 |

| Nr | Grand Prix | År   |
| -- | ---------- | ---- |
| 1  | Spanien    | 2017 |
| 2  | Katalonien | 2017 |
| 3  | Tjeckien   | 2017 |
| 4  | Aragon     | 2017 |
| 5  | Amerika    | 2018 |
| 6  | Thailand   | 2018 |
| 7  | Japan      | 2018 |

| Nr | Grand Prix | År   |
| -- | ---------- | ---- |
| 1  | Italien    | 2015 |
| 2  | TT Assen   | 2015 |
| 3  | Aragonien  | 2015 |
| 4  | Australien | 2015 |
| 5  | Malaysia   | 2015 |
| 6  | Valencia   | 2015 |

| Nr | Grand Prix | År   |
| -- | ---------- | ---- |
| 1  | Katalonien | 2012 |
| 2  | Spanien    | 2015 |
| 3  | San Marino | 2015 |
| 4  | Japan      | 2015 |

| Nr | Grand Prix | År   |
| -- | ---------- | ---- |
| 1  | Australien | 2012 |
| 2  | Malaysia   | 2013 |
| 3  | TT Assen   | 2014 |